# ISO 23271
La norma ISO/IEC 23271 Information technology - Common Language Infrastructure (CLI) è la norma internazionale che specifica l'infrastruttura per un linguaggio comune mediante il quale applicazioni, scritte in diversi linguaggi di programmazione di alto livello, possono essere eseguite in diversi ambienti senza doverle riscrivere per recepire le caratteristiche uniche dei diversi sistemi operativi. La norma è suddivisa in 6 parti.
L'edizione in vigore della norma è 02/2012.